# Ophraella communa
Ophraella communa är en skalbaggsart som beskrevs av Lesage 1986. Ophraella communa ingår i släktet Ophraella och familjen bladbaggar. Inga underarter finns listade i Catalogue of Life.

## Bildgalleri

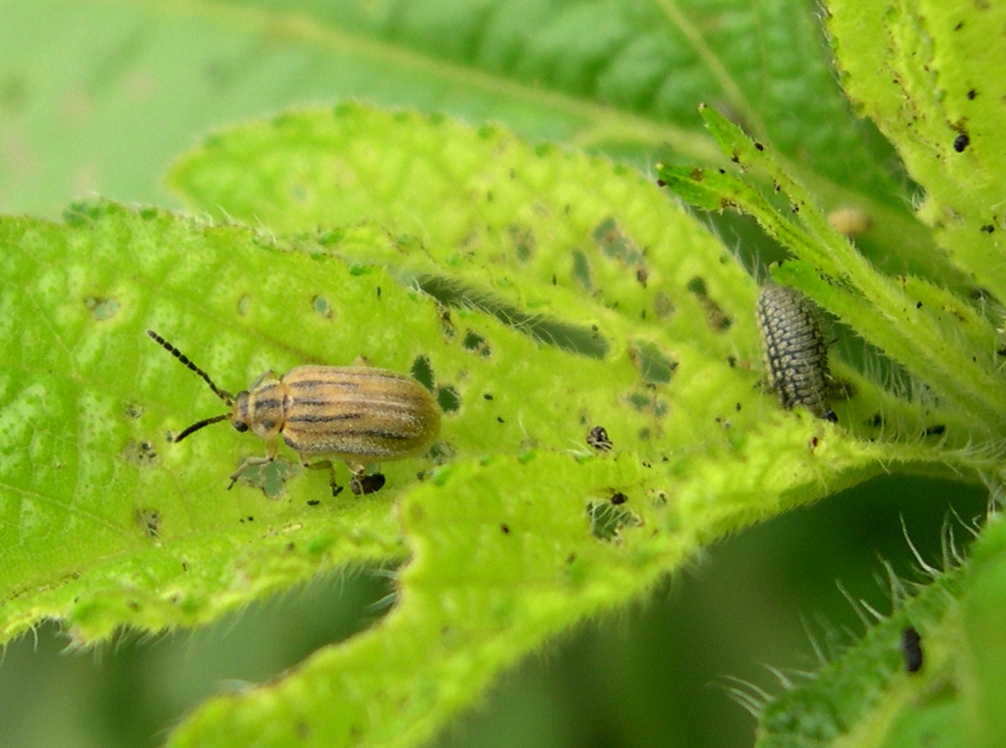